# Lincoln, Quận Wood, Wisconsin
Lincoln là một thị trấn thuộc quận Wood, tiểu bang Wisconsin, Hoa Kỳ. Năm 2010, dân số của thị trấn này là 1.527 người.